# Cyrus Vance
Cyrus Roberts Vance (Clarksburg, 27 maart 1917 – New York, 12 januari 2002) was een Amerikaans politicus en diplomaat. 
Van 5 juni 1962 tot 20 september 1964 was Vance onderminister van Landmacht in het Kabinet-Kennedy.
Van 1977 tot 1980 was hij minister van Buitenlandse Zaken onder president Jimmy Carter. Hij speelde een belangrijke rol bij Carters beslissing om het Panamakanaal terug te geven aan Panama en bij het Camp Davidakkoord tussen Israël en Egypte. In april 1980 trad hij af uit protest tegen Operatie Eagle Claw, een geheime missie om Amerikaanse gijzelaars in Iran te bevrijden.
Vance keerde weer terug in zijn beroep van advocaat bij Simpson Thacher & Bartlett. In de jaren tachtig en negentig werd herhaaldelijk een beroep op hem gedaan voor diplomatieke missies in Bosnië, Kroatië en Zuid-Afrika.
Hij leed geruime tijd aan alzheimer en overleed op 84-jarige leeftijd. Vance werd begraven op Arlington National Cemetery.

## Onderscheidingen
1993: Four Freedoms Award Freedom Medal
- Bibsys: 90091133
- Biblioteca Nacional de España: XX5756739
- Bibliothèque nationale de France: cb12388132f (data)
- CiNii: DA05801812
- Gemeinsame Normdatei: 118803832
- International Standard Name Identifier: 0000 0001 0936 1855
- Library of Congress Control Number: n85118870
- Nationale Bibliotheek van Letland: 000036487
- National Archives and Records Administration: 10570069
- Bibliotheek van het Japanse parlement: 01182602
- Nationale bibliotheek van Australië: 36526543
- Nationale Bibliotheek van Israël: 987007349356205171
- Nationale en Universitaire bibliotheek Zagreb: 000102182
- Nederlandse Thesaurus van Auteursnamen: 069576289
- Réseau des bibliothèques de Suisse occidentale: 02-A003931423
- SNAC: w60p1g6k
- Système universitaire de documentation: 029465869
- Trove: 1273399
- Virtual International Authority File: 112010009
- WorldCat: E39PBJwhDqqDR9mcvQM3VJ83cP

Jefferson ·
Randolph ·
Pickering ·
Marshall ·
Madison ·
Smith ·
Monroe ·
Adams ·
Clay ·
Van Buren ·
Livingston ·
McLane ·
Forsyth ·
Webster ·
Upshur ·
Calhoun ·
Buchanan ·
Clayton ·
Webster ·
Everett ·
Marcy ·
Cass ·
Black ·
Seward ·
Washburne ·
Fish ·
Evarts ·
Blaine ·
Frelinghuysen ·
Bayard ·
Blaine ·
Foster ·
Gresham ·
Olney ·
Sherman ·
Day ·
Hay ·
Root ·
Bacon ·
Knox ·
Bryan ·
Lansing ·
Colby ·
Hughes ·
Kellogg ·
Stimson ·
Hull ·
Stettinius ·
Byrnes ·
Marshall ·
Acheson ·
Dulles ·
Herter ·
Rusk ·
Rogers ·
Kissinger ·
Vance ·
Muskie ·
Haig ·
Shultz ·
Baker ·
Eagleburger ·
Christopher ·
Albright ·
Powell ·
Rice ·
Clinton ·
Kerry ·
Tillerson ·
Pompeo ·
Blinken